# Kościół poewangelicki w Kaszczorze
Kościół poewangelicki w Kaszczorze – zabytkowy, modernistyczny kościół poprotestancki zlokalizowany w Kaszczorze, w powiecie wolsztyńskim. Świątynia została wpisana do rejestru zabytków w 2004 pod numerem 188/Wlkp/A.

## Historia
Obiekt wybudowano na Placu Wolności w centrum Kaszczoru w latach 1906-1907 lub w latach 1910-1911, za czasów pastora Oskara Stolpego (wcześniej nabożeństwa odbywały się w przedszkolu). Od 1911 wykorzystywany był regularnie przez lokalną gminę ewangelicką. Po 1918 wieś opuszczona została przez większość mieszkańców wyznania ewangelickiego (Niemców), w związku z czym kościół utracił na znaczeniu. Do 1923 pełnił tu posługę ostatni pastor, Johannes Kasten. W następnych latach dojeżdżał do wsi pastor Alfred Engel z Wolsztyna. Sytuacja taka miała miejsce do lat 40. XX wieku. Po wojnie obiekt został opuszczony i powoli niszczał. Z wieży zdemontowano dzwon oraz zegar. W 1964 urządzono tu magazyn (celem zwiększenia powierzchni magazynowej usunięto ołtarz, a na wysokości chóru umieszczono dodatkową drewnianą kondygnację). 
Po wpisaniu kościoła do rejestru zabytków (2004), w 2011, po dokonaniu kompleksowego remontu, urządzono w nim salę wystawowo-koncertową, a na wieży punkt widokowy. Na cele koncertowe pomieścić może około dwieście osób.

## Otoczenie
Przy kościele stoi zespół pomnikowy upamiętniający istotne daty z historii Polski, powstanie wielkopolskie, a także postacie Józefa Piłsudskiego, Ryszarda Kaczorowskiego i Lecha Kaczyńskiego.